# Ralf Strackbein
Ralf Strackbein (* 1962 in Siegen) ist ein deutscher Autor sowie Presse- und PR-Berater.

## Leben
Ralf Strackbein studierte, nach Abschluss einer Ausbildung als technischer Zeichner, von 1987 bis 1993 Literatur-, Politik- und angewandte Sprachwissenschaften an der Universität Siegen. Er schloss mit dem Magister Artium ab. Schon während seines Studiums schrieb er Reportagen und Filmkritiken für eine Tageszeitung, nach seinem Studiumabschluss arbeitete er als Pressereferent. Seit 1996 bis 2011 war Ralf Strackbein als freiberuflicher Presse- und PR-Berater für Siegerländer Unternehmen tätig. Seit 2011 selbstständiger Autor. Er lebt derzeit in Siegen.

## Werke als Autor
Im Jahre 1991 erschuf Ralf Strackbein (gegen Ende seines Studiums) den fiktiven Siegener Privatdetektiv Tristan Irle.
Seitdem erscheint jeweils einmal im Jahr ein neuer Band, mittlerweile sind schon 34 Bände (Stand: Oktober 2024) erschienen. Andere Kriminalromane von ihm sind Der Billy Code – Mord im schwedischen Möbelhaus, Wolkenmord – 12000 Meter über Afrika und das Aschebuch, sowie Die ägyptische Totenbarke, Der Eiskanal und Der Maya-Codex. In diesen Büchern ermitteln jeweils Privatdetektiv Raphael Olofsson sowie seine Assistentin Miriam van Heyden und die BKA-Kommissarin Catharina von Hohenlohe.